# Piruvat dehidrogenază (complex)

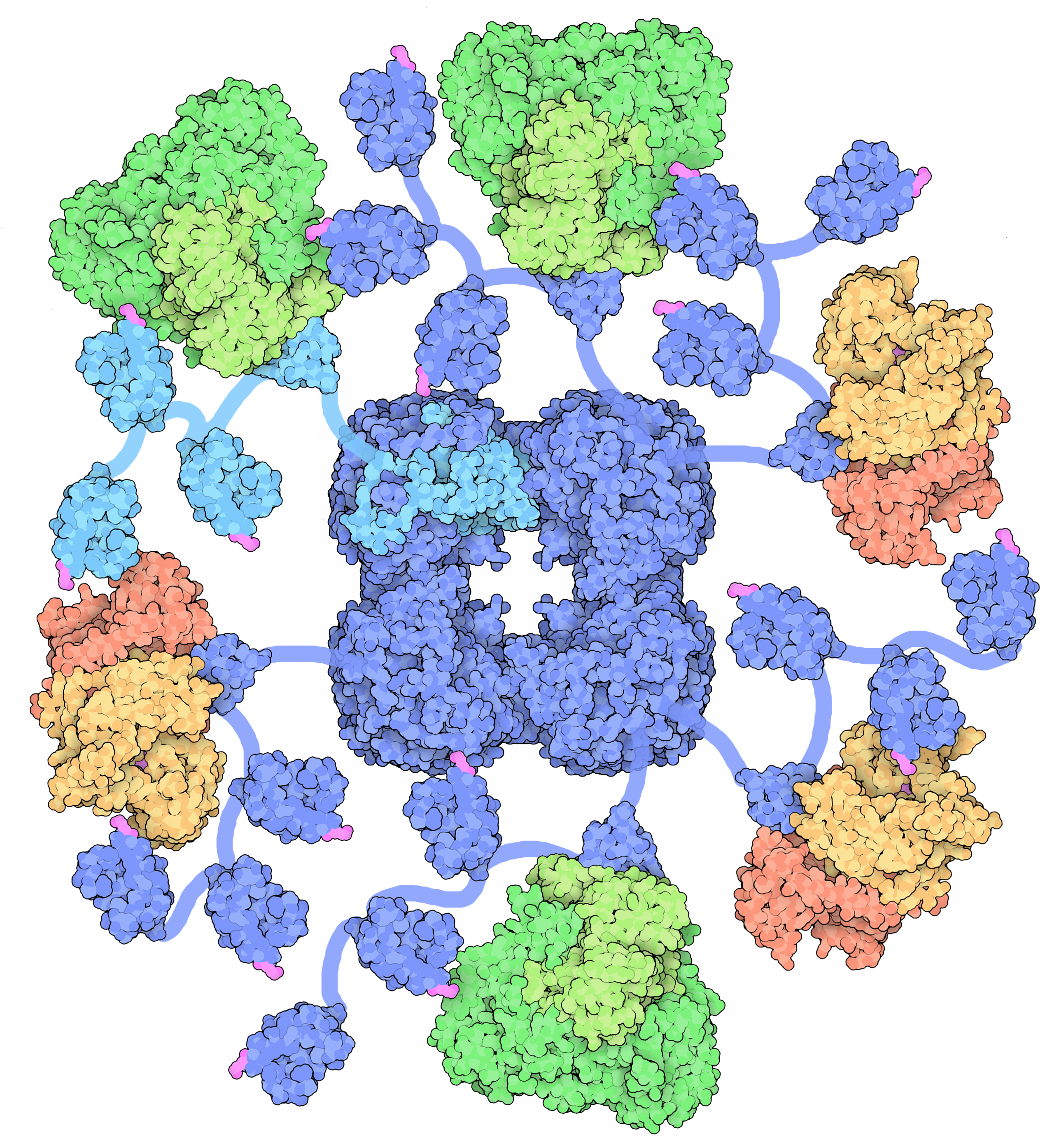
Complexul piruvat dehidrogenazei

Complexul piruvat dehidrogenazei (PDC) este un complex enzimatic alcătuit din trei enzime care au rolul de a cataliza conversia piruvatului la acetil-CoA printr-un proces de decarboxilare oxidativă. Acetil-CoA produs intră în ciclul Krebs în cadrul respirației celulare. Complexul enzimatic face legătura dintre glicoliză și metabolismul energetic, având ca scop transformarea glucozei în dioxid de carbon și apă, cu obținerea energiei sub formă de ATP.
Cele trei enzime care fac parte din complex sunt:
- Piruvat dehidrogenaza (PDH) sau E1
- Dihidrolipoat-transacetilaza sau E2
- Dihidrolipoat-dehidrogenaza sau E3

## Reacția catalizată
| piruvat       | Complexul piruvat dehidrogenazei | Complexul piruvat dehidrogenazei | acetil-CoA |
|               |                                  |                                  |            |
| CoA-SH + NAD+ | CO2 + NADH + H+                  |                                  |            |
|               |                                  |                                  |            |
|               |                                  |                                  |            |
|               |                                  |                                  |            |
|               |                                  |                                  |            |